# Sint-Niklaas
Sint-Niklaas (Svatý Mikoláš) je město v severní Belgii, ve vlámské části, v provincii Východní Flandry. Žije zde přibližně 80 tisíc obyvatel.
První zmínka o Sint-Niklaas pochází z 9. století. Za počátek jeho známé historie je považován rok 1217, kdy v místě nechal biskup z Tournai postavit kostel sv. Mikuláše. Odtud i název města. Kostel byl ovšem značně poničen za válek v 16. století, a proto je jeho dnešní podoba, zejména vnitřní, převážně barokní.
K pamětihodnostem města patří též náměstí, kde se pořádají trhy, které je největším náměstím v Evropě určeným pro tento účel (3,2 ha). Jeho velikost je dána tím, že když hraběnka z Flander Margareta II. městu darovala toto území, dala si podmínku, že nebude zastavěno.
Turistickým lákadlem je též Gerardus Mercator Museum, kde jsou zmapovány dějiny kartografie.
Ve městě se narodil například fotbalista Jan Vertonghen nebo cyklista Tom Steels.